# Gene Ball
Gene Ball é um pesquisador e programador de ciência da computação. Ele obteve um bacharelado pela Universidade de Oklahoma e frequentou a pós-graduação na Universidade de Rochester, concluindo um mestrado e terminando seu doutorado em 1982. Enquanto estava em Rochester, ele conheceu Richard Rashid e juntos eles criaram o Alto Trek, um dos primeiros jogos multijogador em rede. Ele também trabalhou na Microsoft Research por mais de vinte anos, liderando projetos como o Microsoft Surface e o Kinect. É também um dos fundadores do programa SNAP, que é parte de um pipeline de sequenciamento genético.
Em 1979, juntamente com Rashid, Ball trabalhou como pesquisador na Universidade Carnegie Mellon. Em 1983, ele deixou a academia por dois anos, passando 1983 e 1984 projetando software na Formative Technologies. Em 1985, ele se tornou Professor auxiliar na Universidade de Delaware em Newark.
De 1991 a 2001, ele foi pesquisador na Microsoft, liderando o Projeto Persona, que se concentrou no desenvolvimento de personagens de computador semelhantes à vida real que pudessem interagir conversacionalmente com os usuários.